# 端木正 (臺灣)
端木正（1970年1月23日—），中華民國政治人物，會計師。曾任民眾黨中央委員、臺北市政府廉政透明委員會委員、國寶集團董事長朱國榮財務長、柯文哲市府派任富邦證券獨立董事。2020年獲台灣民眾黨列入不分區立法委員名單，未能當選。後因捲入柯文哲政治獻金案遭民眾黨開除黨籍。

## 生平

### 早年
端木正自東吳大學會計系畢業後曾赴美國進修，後擔任前國寶集團董事長朱國榮的財務長。2015年時，國寶集團因涉嫌內線交易遭到特偵組搜查。端木正亦被搜查，由於對相關法規熟悉，未受牽連。

### 從政
端木正在柯文哲擔任台北市長時任廉政透明委員會委員，後柯文哲推薦其擔任富邦證券獨立董事2020年6月到2023年6月。2020年中華民國立法委員選舉時，端木正列入台灣民眾黨不分區立法委員名單，未能當選。2024年3月遞補民眾黨中央委員，後因個人因素請辭。

#### 案件
2024年8月，台灣民眾黨被揭露在2024年中華民國總統選舉後出現大量政治獻金爭議，民眾黨稱這是因為端木正便宜行事、擅自調節相關金額所致。後端木正聲明一切依法辦理，希望檢調釐清。民眾黨立法委員黃珊珊提告端木正業務登載不實、使公務員登載不實二罪。台北地檢署偵辦相關案件時約談端木正，諭令以新臺幣100萬元交保。8月20日，台灣民眾黨中央評議委員會決議，端木正違失情節重大，嚴重傷害台灣民眾黨形象，予以除名處分。
2025年3月19日，監察院廉政委員會審議通過「113年總統、副總統選舉擬參選人柯文哲、吳欣盈政治獻金會計報告書收支情形」查核報告，柯文哲裁處新台幣374萬元罰鍰、沒入新台幣5579萬3888元，簽證會計師端木正移付懲戒。

## 選舉紀錄
| 年度 | 選舉屆數           | 選舉區                                 | 所屬政黨   | 得票數    | 得票率 | 當選標記 | 備註         |
| ---- | ------------------ | -------------------------------------- | ---------- | --------- | ------ | -------- | ------------ |
| 2020 | 第十屆立法委員選舉 | 全國不分區及僑居國外國民立法委員選舉區 | 臺灣民眾黨 | 1,588,806 | 11.22% |          | 排名第二十二 |